# Višnjica (Pljevlja)
Pour les articles homonymes, voir Višnjica.
Višnjica (en serbe cyrillique : Вишњица) est un village du nord du Monténégro, dans la municipalité de Pljevlja.

## Démographie

### Évolution historique de la population
| 1948 | 1953 | 1961 | 1971 | 1981 | 1991 | 2003 |
| ---- | ---- | ---- | ---- | ---- | ---- | ---- |
| 172  | 172  | 188  | 191  | 151  | 103  | 73   |